# Краузе, Оскар Фридрихович
Оскар Фридрихович Краузе (1932—2022) — советский и российский врач, детский хирург.

## Биография
Родился 29 ноября 1932 года в Магнитогорске, куда приехали родители Оскара (Вера Фёдоровна и Фридрих Оскарович) для строительства одного из крупных предприятий Первой пятилетки — Магнитогорского металлургического комбината. В 1942 году его родители были арестованы и сосланы в лагеря: мать (за антисоветскую агитацию) находилась в Мариинском лагере, где умерла в 1950 году; отец (осуждён как шпион и диверсант) находился в Карлаге, освободился в 1952 году и был направлен в Тарногский район Вологодской области, где работал врачом. Здесь жил и Оскар Краузе.
В 1950 году, по окончании школы, он поступил во 2-й Московский медицинский институт (ныне Российский национальный исследовательский медицинский университет имени Н. И. Пирогова) на педиатрический факультет. После его окончания поехал в Тарногский Городок, где сменил своего отца на посту районного педиатра.
С 1961 по 1968 год Оскар Фридрихович Краузе жил и работал на родине — в Магнитогорске, где был детским хирургом. В конце 1968 года переехал в Череповец — организовал здесь детское хирургическое отделение в медсанчасти треста «Череповецметаллургстрой». Из небольшого отделения строительной на 40 коек отделения создал три отделения нескольких профилей, детский травматологический пункт и приемы в четырёх поликлиниках города. С 1981 по 2001 год работал заведующим хирургическим отделением детской больницы. Одновременно на протяжении более 20 лет являлся главным внештатным хирургом города. За время работы Оскаром Фридриховичем Краузе было подготовлено более 40 врачей по детской хирургии (в том числе 33 интерна), а также выполнено значительное количество научно-практических работ.
Одновременно занимался общественной деятельностью — более семи лет избирался председателем Череповецкой секции Всероссийского общества хирургов. Вёл работу по созданию семейного архива Краузе, продолжая дело отца. Скончался 27 октября 2022 года.
О. Ф. Краузе удостоен званий «Заслуженный врач Российской Федерации», «Почетный донор СССР», награждён знаком «Отличник здравоохранения СССР». Почётный гражданин города Череповца.